# 死亡滴嗒

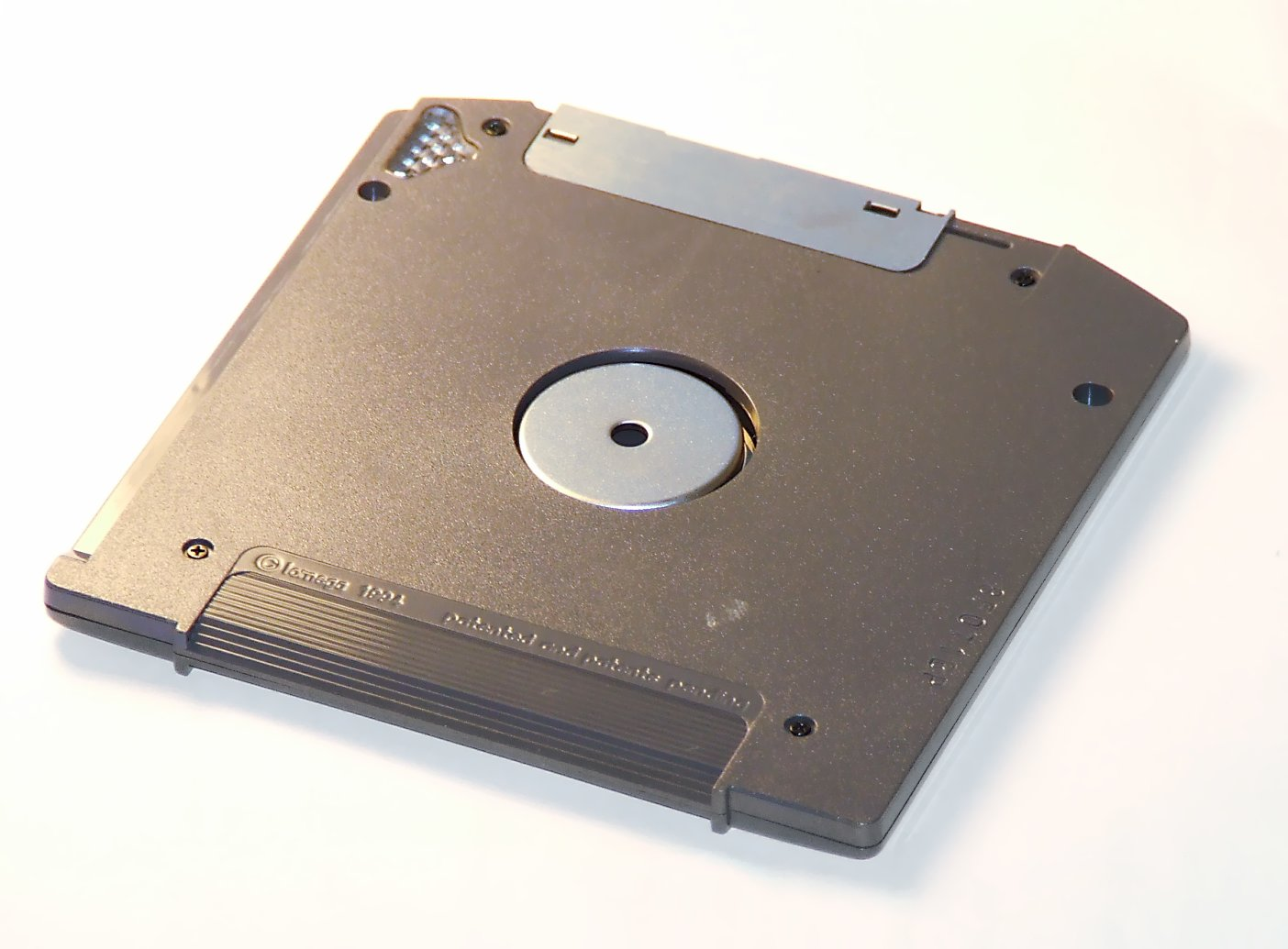
一个标准的ZIP100磁盘

死亡滴嗒是一个术语（有时也写作死亡滴答、死亡咔嗒或硬盘敲盘），它指当碟盤存儲系统遭遇故障时发出的咔嗒声，这通常是存储设备的灾难性故障。
咔嗒声本身来自于磁盘读写致动器的意外移动。在启动时和使用期间，磁盘磁头必须正确移动并能确认它正确跟踪磁盘上的数据。如果磁盘磁头无法按预期移动，或者移动时无法正确跟踪磁盘表面，磁盘控制器可能尝试将磁盘磁头返回到原始位置再重试以尝试从错误中恢复，每次尝试导致可听见的“咔嗒声”。在部分设备上，此流程会自动重试，从而导致重复或有节奏的咔嗒声。

## 术语起源
短语“click of death”起源于描述Iomega Zip Drive的一个失败模式，最早在1998年1月30日出现。在2008年9月18日的播客中，Mac记者Tim Robertson声称在90年代早期创造了这个词。该短语之后也被应用于其他类似驱动器表现出的与故障相关的异常咔嗒声。

## Iomega Zip驱动器
Iomega Zip驱动器容易产生磁头未对准的问题。在Zip磁盘内的灰尘或者氧化物积聚导致的磁头变脏可能引起磁头未对准，但在较新的设备中则多是由于驱动器本身的质量控制和制造缺陷引致。磁场也可能导致驱动磁头未对准，因为驱动器内部没有屏蔽外部磁场。这样的磁头将导致磁盘存储区上数据未对齐，从而无法读取。Zip磁带也会因缺陷增长或丢失全部四个“Z轨道”而失效。如果全部四个冗余的“Z轨”丢失，则磁带不可用，零售驱动器也无法低级格式化该磁盘。
在使用故障的驱动器或磁带时，驱动器磁头会尝试读取Zip磁盘，但在读取操作的过程中会找不到良好的Z轨道或者遇到坏点。作为驱动器重试程序的一部分，控制器将快速将磁头臂卡入驱动器并再次取出，从而造成了特定数量的“咔嗒声”。每次数据请求失败时都会发生此情况：驱动器驻留磁头以校准它们，并可能清理它们。停止并重启，直至数据被读取或达到设定的尝试次数。
Zip驱动器具有非常低成本和革命性的线性执行器来在Zip磁盘介质上来回移动读写磁头。该执行器使用两个套筒轴承在单个薄钢棒上来回滑动。在正常的驱动使用下，执行器在驱动器的伺服控制下。如果驱动器的电源被无意中拔掉或者意外失去電力，读写磁头由功率损耗电路从磁盘拉出。这是为防止磁头留在介质上造成损坏。当以这种方式移除执行器时，其在其行程结束时紧急停止。执行器的这种剧烈停止可能损坏读/写磁头脆弱的悬架系统。为了防止这种损坏，驱动器设计师放置了一个小甜甜圈形状泡沫垫圈在执行器滑动的薄钢轴承的末端。Iomega制造商为了降低制造成本而移除了这个部分。Zip驱动器在随后几个月展现了“死亡咔嗒”。这个遗漏是由驱动器的原始设计师发现，垫圈被重新加入设计，新的Zip驱动器没有再经历这种死亡咔嗒。
在极少数情况下，磁盘边缘损坏的Zip磁带可能会撕掉Zip驱动器中的磁头。损坏的磁盘可能继续损坏任何其他使用它的驱动器的磁头。如果一个不能写入的磁带被插入，以前良好的驱动器会变得“咔嗒”。在剥离标签和快速目视检查说明上有一则关于更换将损坏的ZIP磁带更换驱动器的警告。
100 MB盒式磁带上的终身保修对磁带的实际寿命有误导性，而在之后的如250 MB产品中，Iomega提供5年或更少的保修期。
Iomega收到了关于死亡咔嗒的数千件投诉。Iomega称，只有不到200分之1的Jaz和Zip驱动器持有者受到了死亡咔嗒的影响。Iomega经常指出，这些问题是由使用（功能相同的）第三方媒体造成的。1998年9月，它因违反特拉华州消费者欺诈法受到一次集体诉讼（Rinaldi v. Iomega Corp., 41 U.C.C. Rep. Serv. 2d 1143）。该案于2001年3月庭外和解，Zip驱动器的持有者在之后购买Iomega产品时享有折扣。

## 硬盘驱动器
在硬盘上，死亡嘀嗒指类似的现象；当驱动器重复尝试从一个或多个错误恢复时，磁头致动器可能咔嗒或敲击（knock）。这些声音可以在磁头加载或卸载时听到，或者可能是致动器撞击而停止的显著声音，乃至两者兼有。死亡嘀嗒可能表示硬盘驱动器已故障或崩溃。